# Oriana Małachowska
Oriana Małachowska (ur. 16 lipca 1981) – polska judoczka.

## Kariera
Była zawodniczka klubów: KS Gwardia Piła (1992-2000), AZS OŚ Poznań (2000-2004). Dwukrotna medalistka mistrzostw Europy juniorek w kategorii do 57 kg (srebro w 2000 i brąz w 1998). Brązowa medalistka mistrzostw Polski seniorek 2003 w kategorii do 52 kg. Ponadto m.in. młodzieżowa mistrzyni Polski 2003 w kategorii do 52 kg oraz mistrzyni Polski juniorek 1998 w kategorii do 57 kg.

## Biografia
- Oriana Małachowska w bazie judoinside.com
- Oriana Małachowska w bazie judostat.pl